# Kenti Robles
Vaitiare Kenti Robles Salas (Ciudad de México, México, 15 de febrero de 1991) es una futbolista mexicana naturalizada española. Su equipo actual es el Club de Fútbol Pachuca Femenil de la Primera División de México.
Ha ganado 6 Ligas españolas y 4 Copas de la Reina. Con la selección mexicana ha disputado dos mundiales, es medallista de oro de los Juegos Centroamericanos y del Caribe y medallista de bronce de los Juegos Panamericanos.

## Trayectoria

### Inicios en el R. C. D. Espanyol

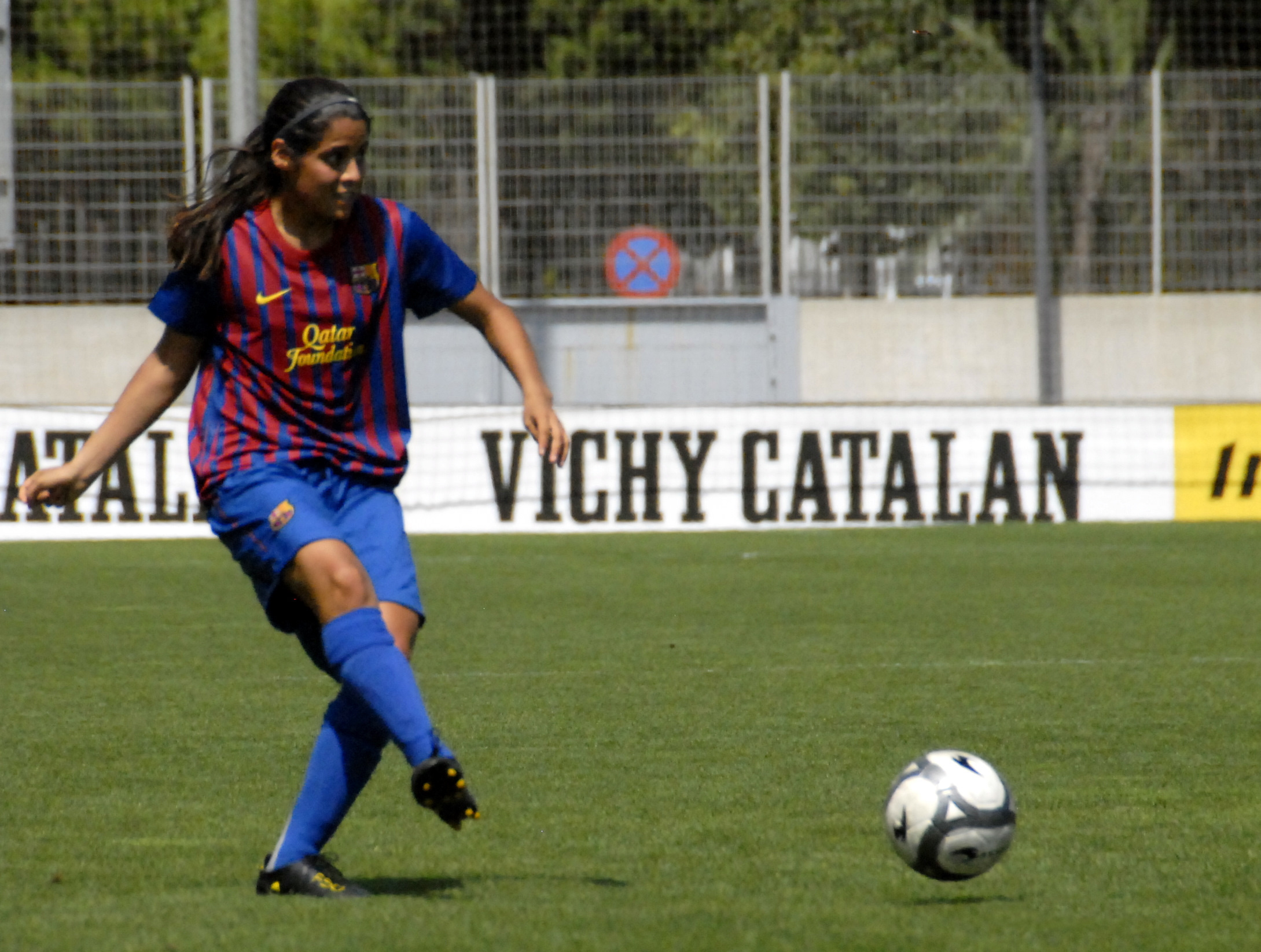
Kenti Robles en la Final Copa Catalunya Femenina

Kenti comenzó a jugar en España a los 14 años, arribando en la cantera del R. C. D. Espanyol. Hasta que en 2009 recibe la promoción para unirse al primer equipo, y esa misma temporada gana la Copa de la Reina. Esas dos temporadas el Espanyol cayó en las finales de la liga ante el Rayo Vallecano.

### F. C. Barcelona
Después de jugar la Copa del Mundo de 2011, es traspasada al F. C. Barcelona. Apenas arriba al club gana la Copa Cataluña contra su anterior equipo. Al final de la temporada consigue el título de Liga, a solo 3 puntos del segundo. 
Ya en la temporada 2012/13 el club logra la hazaña del triplete nacional al conseguir la Copa Cataluña, La Liga y la Copa de la Reina. Kenti marcó el gol que dio a su equipo la liga en San Mamés contra el hasta entonces líder, Athletic Club. Ese año además debutaría con el Barcelona en la Liga de Campeones al jugar el partido de vuelta de dieciseisavos de final contra el Arsenal, y se convirtió en la primera jugadora no española del Barcelona en jugar esta competición.
En la temporada 2013-14 el club blaugrana volvió a ganar la liga, esta vez con 10 puntos de margen sobre el Athletic Club y volvió a ganar la Copa de la Reina.

### Regreso al R. C. D. Espanyol
Para la temporada 2014-15 regresa al RCD Espanyol, ya que no encuentra los minutos necesarios en el Barcelona. El Espanyol concluye la temporada en séptima posición, con buenas actuaciones por parte de Kenti.

### Atlético de Madrid

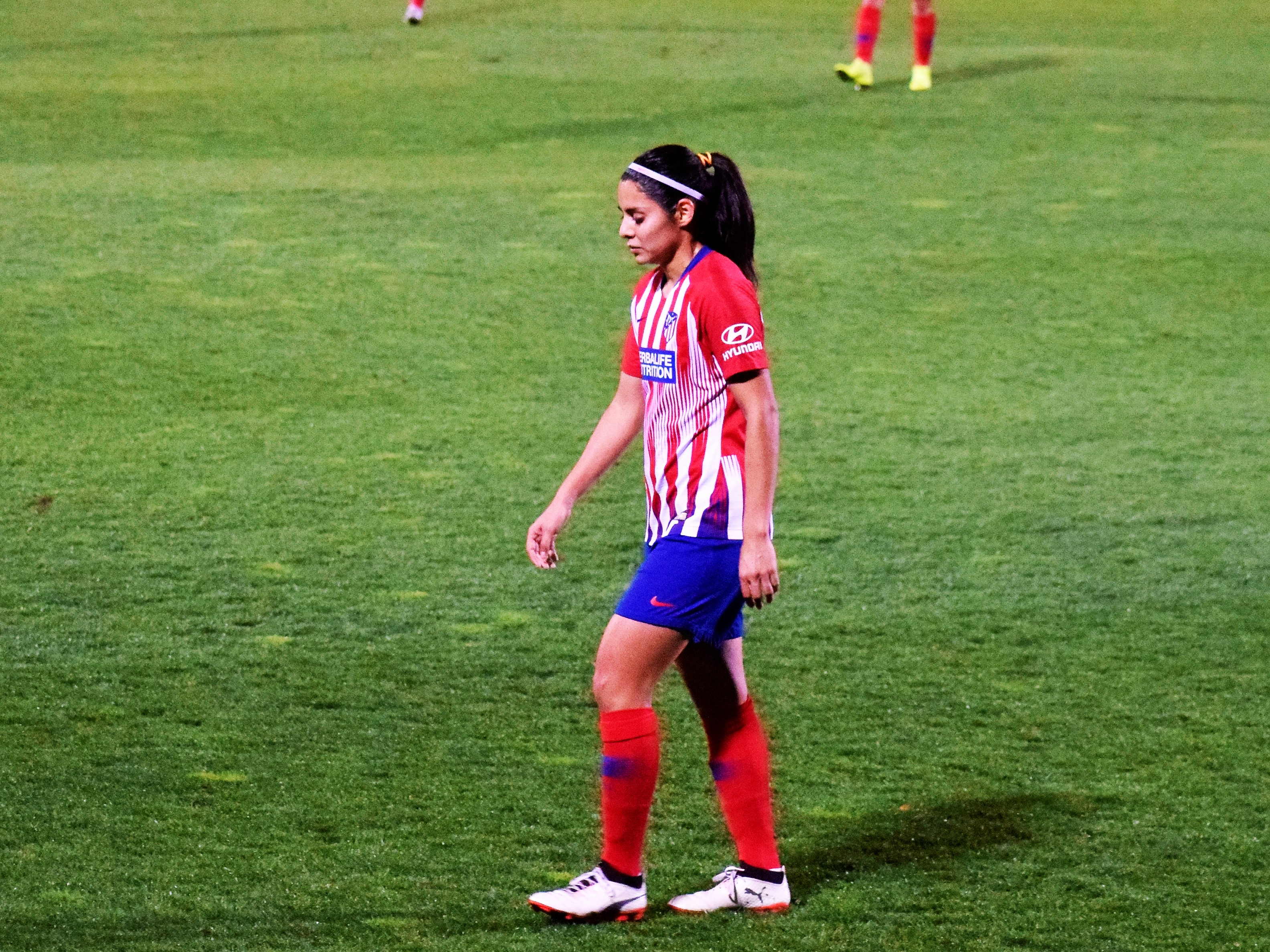
Kenti Robles en 2018

En la temporada 2015-16 fichó por el Atlético de Madrid. Ese año fue legida en el Once ideal de la Concacaf. Al principio no era habitual en las alineaciones pero el club decide de prescindir de Sopuerta como entrenador y pone en su lugar a Ángel Villacampa. Con el cambio Kenti empezó a ser habitual. Ese año el equipo ganó la Copa de la Reina 2016, primer título del club, y quedó en tercera posición en la liga. 
En la temporada 2016-17 comenzó con un esguince en la rodilla que le hizo perderse los primeros partidos de la temporada pero cuando se recuperó mantuvo la titularidad y el club ganó por primera vez la liga. Al finalizar la temporada fue elegida en el once ideal del campeonato y jugadora 5 estrellas del Atlético de Madrid, trofeo que se otorga a la mejor jugadora por votación popular.
En la temporada 2017-18 destacó su actuación ante el Barcelona, contra el que marcó el gol de la igualada en el partido de la primera vuelta, que fue elegido el mejor del equipo en el año 2017. El club repitió título de liga y Kenti volvió a formar parte del once ideal del campeonato. El diario deportivo Marca la eligió como la mejor jugadora iberoaméricana de la temporada.
En la temporada 2018-19 el club cambió de entrenador y se hizo cargo del equipo José Luis Sánchez Vera. Al inicio de temporada Kenti marcó un gol en el minuto 88 de la ida de los dieciseisavos de final de la Liga de Campeones ante el Manchester City que sirvió para empatar el partido.  Ha sido una de las jugadoras más utilizadas en la liga, que ganó el 5 de mayo de 2019. Fue su sexto campeonato con lo que se convirtió en el futbolista con más títulos de Liga en España, superando a Hugo Sánchez. En la Copa de la Reina fue expulsada en los cuartos de final al ser confundida con otra jugadora. No pudo disputar las semifinales porque el recurso del club llegó fuera de plazo y en la final dio una asistencia de gol a Esther González que abrió el marcador, pero la Real Sociedad acabó remontando el partido. Fue elegida en el once ideal de la Liga.
Fue titular con los tres entrenadores que pasaron por el banquillo y jugó 18 partidos de liga y dio 6 asistencias antes de que se suspendiera con motivo de la pandemia del Covid-19 y quedando subcampeona de liga. Fue elegida en el equipo ideal de la jornada 8 por el diario Marca y en la jornada 18 por el patrocinador del torneo, Iberdrola. También disputó el partido de octavos de final de la Copa de la Reina ante el Betis en el que pasaron las sevillanas al vencer en la tanda de penaltis. No pudo jugar el partido de la Supercopa por estar con su selección disputando el Torneo Preolímpico. En febrero de 2020 la Agencia EFE la nombró Mejor Jugadora Latinoamericana. El 30 de junio el club anunció que Kenti Robles dejaba el equipo tras haber rechazado renovar.

### Real Madrid C. F.
Con la carta de libertad la mexicana firmó con el Real Madrid Club de Fútbol por dos temporadas. Se estrenó como jugadora madridista en la primera jornada del campeonato, y enseguida se convirtió en fija en las alineación titular merced a sus buenas cualidades tanto defensivas como ofensivas.
En su primera temporada, el club acaba en segunda posición del campeonato, clasificándose para la Champions League. 
En la siguiente temporada, Robles marco ante el Manchester City el primer gol del club en esta competición (1-0), gol que resultaría decisivo para el pase a la siguiente ronda de esta competición.

## Selección
Pudo elegir jugar con la selección española o la mexicana, y optó por la segunda debido a que se siente mexicana.[cita requerida]
Kenti Robles debutó en 2010 con la selección Sub-20 de México en la Mundial Sub-20 que se disputó en Alemania.  Kenti destacó en dicho evento donde llegó a disputar los cuatro encuentros que disputó la selección mexicana y formó parte del equipo ideal del torneo. Los técnicos del torneo la destacaron como una de las jugadoras clave de su equipo y definieron su forma de jugar como "buena técnica en el uno contra uno, derrocha velocidad y energía, sube y baja para apoyar a las compañeras."
Debutó con la selección absoluta ese mismo año, el 17 de octubre de 2010 ante en un amistoso ante Australia que se disputó en Corea del Sur como parte del Torneo Suwon 2010. Posteriormente jugó los 5 encuentros de la Copa de Oro de la Concacaf en el que las mexicanas quedaron en segunda posición y lograron plaza para el Mundial de Alemania.
Participó en el mundial de 2011 con 18 años. Entró como sustituta el 1 de julio de 2011 en el segundo encuentro de México en el campeonato, enfrentándose a Japón. Reemplazó a Maribel Domínguez en el minuto 62, cuando ya perdían por 3 goles a 0, y el partido terminó con derrota mexicana por 4 a 0. Luego fue titular contra Nueva Zelanda, con ambas selecciones ya sin opciones de pasar a cuartos de final, y fue sustituida en el minuto 81 con 2 a 0 a favor de las mexicanas, pero Nueva Zelanda marcaría dos goles postreros que igualaron la contienda.
Ese mismo año jugó los Juegos Panamericanos, en los que empataron ante Chile, Trinidad y Tobago y vencieron a Colombia en la fase de grupos. En la semifinal perdieron ante Brasil y en el partido por el tercer y cuarto puesto ganaron la medalla de bronce ante Colombia en el tiempo añadido.
En 2012 y 2013 disputó con la selección el Torneo de Sao Paulo de 2012, y la Copa de Algarve y la valais Women's Cup de 2013. En 2014 participó en el Premundial Femenino de la CONCACAF en la que México quedó en tercer lugar, puesto que le daba un cupo para jugar el Mundial de Canadá.
Disputó el Mundial de 2015 en Canadá, disputando todos los minutos de los tres partidos que disputó México. Debutaron con empate a un gol ante Colombia, después de ir por delante en el marcador hasta el minuto 82. Posteriormente perdieron por 2 a 1 ante Inglaterra y terminaron la participación en el torneo con una abultada derrota por 5 a 0 ante Francia.
Poco después del Mundial Kenti Robles participó en los Juegos Panamericanos de Toronto, en los que disputó los 5 encuentros del torneo y logró la medalla de bronce tras perder ante Brasil en las semifinales y ganar a Canadá en el partido por el tercer y cuarto puesto.
No volvió a la selección hasta el 10 de junio de 2017, cuando marcó su primer gol con México en un amistoso frente a Venezuela. Ese mismo año volvió a marcar ante Costa Rica en otro amistoso el 27 de noviembre.
En 2018 representó a México en el Torneo femenino de fútbol en los Juegos Centroamericanos y del Caribe de 2018, donde fue una de las tres jugadores de más de 21 años seleccionadas. Jugó 3 encuentros y marcó 2 goles, incluyendo el segundo gol de las mexicanas en la final que terminó con resultado de 3 a 1 sobre Costa Rica, ayudando a su selección a llevarse la medalla de oro. En octubre de 2018 participó en la Copa de Oro Femenina de la Concacaf de 2018, en la que México no pasó del tercer puesto de la fase de grupos al perder ante Panamá, y por lo que no clasificó para jugar el Mundial de 2019.
En julio fue parte de la selección que disputó los Juegos Panamericanos de Lima. Fue titular en el partido inaugural contra Jamaica. Volvió a ser titular en el tercer encuentro de la fase de grupos contra Colombia, en el que empataron a dos goles, quedando eliminadas de la lucha por las medallas. Tras el encuentro hizo unas declaraciones cuestionando el compromiso de algunas de sus compañeras. Fue titular en la victoria por 5-1 sobre Panamá.
En 2020 fue convocada para jugar el Preolímpico Femenino de Concacaf de 2020, en el que jugó de titular el segundo partido contra San Cristóbal y Nieves y dio la asistencia del cuarto gol de las mexicanas, que ganaron por 6-0, y fue suplente en la semifinal contra Estados Unidos, en la que perdieron por 4-0, por lo que fueron eliminadas y no lograron plaza para los Juegos Olímpicos.

### Participaciones en Copas Mundiales
| Copa                   | Sede     | Resultado        | Partidos | Goles |
| ---------------------- | -------- | ---------------- | -------- | ----- |
| Mundial Sub-20 de 2010 | Alemania | Cuartos de final | 4        | 0     |
| Mundial de 2011        | Alemania | Fase de grupos   | 2        | 0     |
| Mundial de 2015        | Canadá   | Fase de grupos   | 3        | 0     |

### Participaciones en Juegos Panamericanos
| Copa                         | Sede   | Resultado     | Partidos | Goles |
| ---------------------------- | ------ | ------------- | -------- | ----- |
| Juegos Panamericanos de 2011 | México | Tercer puesto | 1+       | 0     |
| Juegos Panamericanos de 2015 | Canadá | Tercer puesto | 5        | 0     |
| Juegos Panamericanos de 2019 | Perú   | Quinto Puesto | 3        | 0     |

## Estadísticas

### Clubes
Actualizado al último partido jugado el 5 de mayo de 2023. Los datos anteriores entre 2006 y 2009 con el R. C. D. Espanyol "B" desconocidos.
| Club                        | Temporada     | Div.          | Liga  | Liga  | Liga   | Copas | Copas | Copas  | Internacional | Internacional | Internacional | Total | Total | Total  | Media goleadora |
| Club                        | Temporada     | Div.          | Part. | Goles | Asist. | Part. | Goles | Asist. | Part.         | Goles         | Asist.        | Part. | Goles | Asist. | Media goleadora |
| --------------------------- | ------------- | ------------- | ----- | ----- | ------ | ----- | ----- | ------ | ------------- | ------------- | ------------- | ----- | ----- | ------ | --------------- |
| R. C. D. Espanyol · España  | 2009-10       | 1.ª           | 26    | 5     | ?      | 4     | –     | 0+     | –             | –             | –             | 30    | 5     | 0+     | 0.17            |
| R. C. D. Espanyol · España  | 2010-11       | 1.ª           | 18    | 3     | ?      | –     | –     | –      | –             | –             | –             | 18    | 3     | 0+     | 0.17            |
| F. C. Barcelona · España    | 2011-12       | 1.ª           | 23    | –     | ?      | –     | –     | –      | –             | –             | –             | 23    | 0     | 0+     | 0               |
| F. C. Barcelona · España    | 2012-13       | 1.ª           | 19    | 3     | ?      | 5     | –     | 0+     | 1             | –             | –             | 25    | 3     | 0+     | 0.12            |
| F. C. Barcelona · España    | 2013-14       | 1.ª           | 8     | 1     | –      | –     | –     | –      | 1             | –             | –             | 9     | 1     | 0      | 0.11            |
| F. C. Barcelona · España    | Total club    | Total club    | 50    | 4     | 0+     | 5     | 0     | 0+     | 2             | 0             | 0             | 57    | 4     | 0+     | 0.07            |
| R. C. D. Espanyol · España  | 2014-15       | 1.ª           | 24    | 1     | 1      | 1     | –     | –      | –             | –             | –             | 25    | 1     | 1      | 0.04            |
| R. C. D. Espanyol · España  | Total club    | Total club    | 68    | 9     | 1+     | 5     | 0     | 0+     | 0             | 0             | 0             | 73    | 9     | 1+     | 0.12            |
| Atlético de Madrid · España | 2015-16       | 1.ª           | 23    | –     | –      | 3     | –     | –      | 3             | –             | –             | 29    | 0     | 0      | 0               |
| Atlético de Madrid · España | 2016-17       | 1.ª           | 24    | –     | 3      | 3     | –     | –      | –             | –             | –             | 27    | 0     | 3      | 0               |
| Atlético de Madrid · España | 2017-18       | 1.ª           | 27    | 3     | 5      | 4     | –     | –      | 1             | –             | –             | 32    | 3     | 5      | 0.09            |
| Atlético de Madrid · España | 2018-19       | 1.ª           | 28    | 5     | 4      | 3     | –     | 1      | 4             | 1             | –             | 35    | 7     | 5      | 0.20            |
| Atlético de Madrid · España | 2019-20       | 1.ª           | 18    | –     | 6      | 1     | –     | –      | 3             | –             | –             | 22    | 0     | 6      | 0               |
| Atlético de Madrid · España | Total club    | Total club    | 120   | 8     | 18     | 14    | 0     | 1      | 11            | 1             | 0             | 145   | 10    | 19     | 0.07            |
| Real Madrid C. F. · España  | 2020-21       | 1.ª           | 32    | 2     | 4      | 1     | –     | –      | –             | –             | –             | 33    | 2     | 4      | 0.06            |
| Real Madrid C. F. · España  | 2021-22       | 1.ª           | 28    | –     | 2      | 2     | –     | –      | 10            | 1             | 4             | 40    | 1     | 6      | 0.03            |
| Real Madrid C. F. · España  | 2022-23       | 1.ª           | 18    | 1     | –      | 4     | –     | –      | 8             | –             | 1             | 30    | 1     | 1      | 0.03            |
| Real Madrid C. F. · España  | Total club    | Total club    | 78    | 3     | 5      | 7     | 0     | 0      | 18            | 1             | 5             | 103   | 4     | 11     | 0.04            |
| Total carrera               | Total carrera | Total carrera | 316   | 24    | 24+    | 31    | 0     | 1+     | 31            | 2             | 5             | 378   | 26    | 31+    | 0.07            |
| 1. 2. 3.                    |               |               |       |       |        |       |       |        |               |               |               |       |       |        |                 |

### Selección
Actualizado al último partido jugado el 11 de marzo de 2020.
| Selecciones | Año           | Otros oficiales(4) | Otros oficiales(4) | Otros oficiales(4) | Mundial (5) | Mundial (5) | Mundial (5) | Amistosos | Amistosos | Amistosos | Total | Total | Total  | Media goleadora |
| Selecciones | Año           | Part.              | Goles              | Asist.             | Part.       | Goles       | Asist.      | Part.     | Goles     | Asist.    | Part. | Goles | Asist. | Media goleadora |
| --- | ------------- | ------------------ | ------------------ | ------------------ | ----------- | ----------- | ----------- | --------- | --------- | --------- | ----- | ----- | ------ | --------------- |
| Sub-20 México | 2010          | -                  | -                  | -                  | 5           | -           | -           | -         | -         | -         | 5     | -     | -      | 0               |
| Sub-20 México | Total         | 0                  | 0                  | 0                  | 0           | 0           | 0           | 0         | 0         | 0         | 5     | 0     | 0      | 0               |
| Absoluta México | 2010          | -                  | -                  | -                  | -           | -           | -           | 1         | -         | -         | 1     | 0     | 0      | 0               |
| Absoluta México | 2011          | 5                  | -                  | -                  | 2           | -           | -           | 8         | -         | -         | 15    | 0     | 0      | 0               |
| Absoluta México | 2012          | -                  | -                  | -                  | -           | -           | -           | 3         | -         | -         | 3     | 0     | 0      | 0               |
| Absoluta México | 2013          | -                  | -                  | -                  | -           | -           | -           | 7         | -         | -         | 7     | 0     | 0      | 0               |
| Absoluta México | 2014          | -                  | -                  | -                  | 4           | -           | -           | 2         | -         | -         | 6     | 0     | 0      | 0               |
| Absoluta México | 2015          | 5                  | -                  | -                  | 3           | -           | -           | 5         | -         | -         | 13    | 0     | 0      | 0               |
| Absoluta México | 2016          | -                  | -                  | -                  | -           | -           | -           | -         | -         | -         | 0     | 0     | 0      | 0               |
| Absoluta México | 2017          | -                  | -                  | -                  | -           | -           | -           | 6         | 2         | -         | 6     | 2     | 0      | 0.33            |
| Absoluta México | 2018          | 3                  | 2                  | -                  | 3           | -           | -           | 3         | -         | -         | 9     | 2     | 0      | 0.22            |
| Absoluta México | 2019          | 3                  | -                  | -                  | -           | -           | -           | 8         | -         | -         | 11    | 0     | 0      | 0               |
| Absoluta México | 2020          | 2                  | -                  | 1                  | -           | -           | -           | 3         | -         | -         | 5     | 0     | 1      | 0               |
| Absoluta México | Total         | 18                 | 2                  | 1                  | 12          | 0           | 0           | 46        | 2         | 0         | 76    | 4     | 1      | 0,05            |
| Total carrera | Total carrera | 18                 | 2                  | 1                  | 17          | 0           | 0           | 46        | 2         | 0         | 81    | 4     | 1      | 0,05            |
| (4) Se incluyen Juegos Panamericanos y Juegos Centroamericanos y del Caribe. No incluye Copa Algarve (5) Se incluyen Copa de oro de Concacaf, Juegos Panamericanos, Juegos Centroamericanos y del Caribe. |               |                    |                    |                    |             |             |             |           |           |           |       |       |        |                 |

## Vida personal
Hija de madre peruana y padre biológico mexicano, se trasladó a vivir a Barcelona a los 8 años debido a que su madre conoció a un hombre catalán, al que Kenti considera su padre.
Ha estudiado pedagogía, y ha mostrado interés en la educación a niños con necesidades especiales, y habla varios idiomas.
En octubre de 2018 Kenti hizo unas declaraciones en las que reclamaba condiciones similares a los futbolistas masculinos, en particular en temas relacionados con el patrocinio de las marcas.

## Palmarés

### Campeonatos nacionales
| Título                       | Club               | País           | Año       |
| ---------------------------- | ------------------ | -------------- | --------- |
| Copa de la Reina             | R. C. D. Espanyol  | España         | 2010      |
| Liga Española                | F. C. Barcelona    | España         | 2011-2012 |
| Liga Española                | F. C. Barcelona    | España         | 2012-2013 |
| Copa de la Reina             | F. C. Barcelona    | España         | 2013      |
| Liga Española                | F. C. Barcelona    | España         | 2013-2014 |
| Copa de la Reina             | F. C. Barcelona    | España         | 2014      |
| Copa de la Reina             | Atlético de Madrid | España         | 2016      |
| Liga Española                | Atlético de Madrid | España         | 2016-17   |
| Liga Española                | Atlético de Madrid | España         | 2017-18   |
| Liga Española                | Atlético de Madrid | España         | 2018-19   |
| Liga MX Femenil              | Pachuca            | México         | 2025      |
| Campeón de Campeones Femenil | Pachuca            | Estados Unidos | 2025      |

### Campeonatos internacionales
| Título                               | Equipo              | Sede     | Año  |
| ------------------------------------ | ------------------- | -------- | ---- |
| Juegos Centroamericanos y del Caribe | Selección de México | Colombia | 2018 |

### Campeonatos regionales
| Título                        | Club              | Región   | Año  |
| ----------------------------- | ----------------- | -------- | ---- |
| Torneo Históricos de Cataluña | R. C. D. Espanyol | Cataluña | 2010 |
| Copa Cataluña                 | F. C. Barcelona   | Cataluña | 2011 |
| Copa Cataluña                 | F. C. Barcelona   | Cataluña | 2012 |

### Distinciones individuales
| Distinción                                   | Año     |
| -------------------------------------------- | ------- |
| Equipo del Mundial Sub-20 de Alemania        | 2010    |
| Once ideal de la CONCACAF                    | 2015    |
| Once Ideal de la Liga                        | 2016-17 |
| Jugadora 5 Estrellas del At. Madrid          | 2016-17 |
| Mejor gol del At. Madrid                     | 2017    |
| Once Ideal de la Liga                        | 2017-18 |
| Premio Marca a Mejor Jugadora Iberoamericana | 2017-18 |
| Once Ideal de la Liga                        | 2018-19 |
| Equipo de la Jornada 8 de Marca              | 2019    |
| Equipo de la Jornada 18 de Primera Iberdrola | 2019    |
| Mejor Jugadora Latinoamericana               | 2020    |